# Discodoris boholiensis
Doris de Bohol
Espèce
Discodoris boholiensis, communément nommé Doris de Bohol,, est une espèce de mollusques nudibranches du genre Discodoris.

## Distribution
Le Doris de Bohol se rencontre dans les eaux tropicales de l'Indo-ouest Pacifique, soit des côtes orientales de l'Afrique à la Papouasie-Nouvelle-Guinée,.

## Habitat
Son habitat est la zone récifale sur les plateaux et plus rarement sur les pentes dans des zones sablonneuses ou même de coraux morts dans une profondeur faible.

## Description
Cette espèce peut mesurer plus de 12 cm,. 
Le manteau de cette espèce est très étendu, de forme globalement ovale au bords très ondulés. Le manteau est très fin et peut se rompre en cas d'agression sur le principe de l'autotomie.
Entre les rhinophores et le panache branchial, il y a une petite crête longitudinale qui constitue une caractéristique physique de l'espèce.
La couleur de fond du corps est blanche à crème avec des marbrures brun orangé le tout ponctué d'une multitude de petites papilles au sommet blanc.
Les bords de la jupe du manteau sont plus sombres et marqués à l'extrémité par un trait noir à brun foncé.
Les rhinophores et le bouquet branchial sont dans les tons brun-orangé mouchetés de petits points blancs.
Le pied n'est pas visible mais est de teinte similaire au corps.

## Éthologie
Ce Nudibranche est benthique et nocturne.

## Alimentation
Discodoris boholiensis se nourrit principalement d'éponges.